# カトリーヌ・ムシェ
カトリーヌ・ムシェ（Catherine Mouchet、1959年8月21日 - ）は、フランスの女優。

## 経歴
1959年8月21日、パリに生まれる。1986年、アラン・カヴァリエ監督の『テレーズ』で主演を務める。1987年、ロミー・シュナイダー賞を受賞する。2002年、パトリス・ルコント監督の『歓楽通り』に出演する。

## フィルモグラフィー

### 映画
- テレーズ（1986年）
- 8月の終わり、9月の初め（1998年）
- 感傷的な運命（2000年）
- 青い夢の女（2001年）
- ポルノグラフ（2001年）
- 愛のはじまり（2002年）
- 歓楽通り（2002年）
- マンク 〜破戒僧〜（2011年）
- 禁断のエチュード マルグリットとジュリアン（2015年）
- スペシャルズ! 〜政府が潰そうとした自閉症ケア施設を守った男たちの実話〜（2019年）